# Sertularella ellisii
Sertularella ellisii is een hydroïdpoliep uit de familie Sertulariidae. De poliep komt uit het geslacht Sertularella. Sertularella ellisii werd in 1836 voor het eerst wetenschappelijk beschreven door Deshayes & Milne Edwards. 